# Puente de Limira
El Puente de Limira es un puente romano cerca de la antigua ciudad de Limira en Licia en la actual Turquía. El puente tiene una longitud de 360 metros y está compuesto por 26 arcos rebajados y 2 de medio punto. Construido probablemente en el siglo III d. C., es uno de los puentes de bóvedas escarzanas más antiguos del mundo.